# Grafton (North Dakota)
Grafton ist eine Kleinstadt (mit dem Status „City“) und Verwaltungssitz des Walsh County im US-amerikanischen Bundesstaat North Dakota. Das U.S. Census Bureau hat bei der Volkszählung 2020 eine Einwohnerzahl von 4.170 ermittelt.

## Geografie
Grafton liegt im Osten North Dakotas, rund 20 km westlich des Red River of North, der die Grenze zu Minnesota bildet. Die geografischen Koordinaten von Grafton sind 48°24′44″ nördlicher Breite und 97°24′38″ westlicher Länge. Das Stadtgebiet erstreckt sich über eine Fläche von 8,81 km².
Benachbarte Orte von Grafton sind St. Thomas (23,7 km nördlich), Drayton (34 km nordöstlich), Minto (14,6 km südsüdöstlich), Forest River (27,2 km südsüdwestlich), Park River (25,5 km westlich) und Nash (13 km nordwestlich).
Die nächstgelegenen größeren Städte sind Winnipeg in der kanadischen Provinz Manitoba (193 km nördlich), Duluth in Minnesota am Oberen See (494 km ostsüdöstlich), Minneapolis in Minnesota (566 km südöstlich), Fargo (189 km südsüdöstlich), Grand Forks (65,4 km in der gleichen Richtung) und North Dakotas Hauptstadt Bismarck (428 km südwestlich).
Die Grenze zu Kanada befindet sich 74 km nördlich.

## Verkehr
16,8 km östlich von Grafton verläuft in Nord-Süd-Richtung die Interstate 29, die die kürzeste Verbindung von Winnipeg nach Kansas City in Missouri bildet. Im Stadtgebiet von Grafton kreuzt der in Nord-Süd-Richtung verlaufende U.S. Highway 81 den North Dakota Highway 17. Alle weiteren Straßen innerhalb des Stadtgebiets sind untergeordnete Landstraßen, teils unbefestigte Fahrwege sowie innerörtliche Verbindungsstraßen.
In Grafton treffen mehrere Eisenbahnstrecken der BNSF Railway zusammen.
Mit dem Hutson Field Airport befindet sich an der südöstlichen Stadtgrenze ein kleiner Flugplatz. Die nächstgelegenen größeren Flughäfen sind der Grand Forks International Airport (65,7 km südsüdöstlich), der Hector International Airport in Fargo (185 km in der gleichen Richtung) und der Winnipeg James Armstrong Richardson International Airport (196 km nördlich).

## Demografische Daten
Nach der Volkszählung im Jahr 2010 lebten in Grafton 4284 Menschen in 1776 Haushalten. Die Bevölkerungsdichte betrug 486,3 Einwohner pro Quadratkilometer. In den 1776 Haushalten lebten statistisch je 2,27 Personen.
Ethnisch betrachtet setzte sich die Bevölkerung zusammen aus 89,2 Prozent Weißen, 0,4 Prozent Afroamerikanern, 2,8 Prozent amerikanischen Ureinwohnern, 0,4 Prozent Asiaten, 0,1 Prozent Polynesiern sowie 5,4 Prozent aus anderen ethnischen Gruppen; 1,7 Prozent stammten von zwei oder mehr Ethnien ab. Unabhängig von der ethnischen Zugehörigkeit waren 14,1 Prozent der Bevölkerung spanischer oder lateinamerikanischer Abstammung.
23,5 Prozent der Bevölkerung waren unter 18 Jahre alt, 57,3 Prozent waren zwischen 18 und 64 und 19,2 Prozent waren 65 Jahre oder älter. 51,6 Prozent der Bevölkerung war weiblich.

Das mittlere jährliche Einkommen eines Haushalts lag bei 41.250 USD. Das Pro-Kopf-Einkommen betrug 22.769 USD. 11,0 Prozent der Einwohner lebten unterhalb der Armutsgrenze.

## Bekannte Bewohner
- Raymond William Lessard (1930–2016) – Bischof von Savannah[8] – geboren in Grafton
- Barry Tallackson (* 1983) – Eishockeyspieler, seit 2011 bei den Eisbären Berlin unter Vertrag[9] – geboren in Grafton